# Симбета-де-Сус
Симбета-де-Сус (рум. Sâmbăta de Sus) — комуна у повіті Брашов в Румунії. До складу комуни входить єдине село Симбета-де-Сус.
Комуна розташована на відстані 177 км на північний захід від Бухареста, 62 км на захід від Брашова, 147 км на південний схід від Клуж-Напоки.

## Населення
У 2009 році у комуні проживали 1576 осіб.

## Зовнішні посилання
- Дані про комуну Симбета-де-Сус на сайті Ghidul Primăriilor